# Сидоренко, Георгий Дмитриевич
Георгий Дмитриевич Сидоренко (1832—1899) — писатель, ординарный профессор и декан юридического факультета киевского Императорского университета св. Владимира, действительный статский советник.

## Биография
Из мещан. Начальное образование получил в Нежинском уездном училище из которого перешёл в Киевскую 2-ю гимназию. Окончил гимназию с золотой медалью и правом на чин 14 класса за успехи в греческом языке. Окончил историко-филологическое отделение философского факультета в киевском университете св. Владимира (1856) со степенью кандидата. 
Под руководством профессора Н. Х. Бунге преподавал политическую экономию в университете Святого Владимира. Защитил магистерскую диссертацию «Тюрго. Политико-экономическое учение его в теории и в практическом применении» (1858). Защитил докторскую диссертацию: «Значение рекрутской повинности в ряду систем формирования и комплектования войск» (1869). Был утверждён в должности ординарного профессора кафедры законов о государственных повинностях и финансах. Декан юридического факультета (1867—1870 и 1873—1876).
Принимал живое участие в делах городского общественного управления.
Награждён:
- Орден Святого Станислава (Российская империя) 2 степени (1865)
- Орден Святой Анны 2 степени (1869)
- Орден Святого Владимира 3 степени (1879)

Произведён в действительные статские советники (1873).